# Sāyalkudi
Sāyalkudi är en ort i Indien.   Den ligger i distriktet Rāmanāthapuram och delstaten Tamil Nadu, i den södra delen av landet, 2 200 km söder om huvudstaden New Delhi. Sāyalkudi ligger 12 meter över havet och antalet invånare är 12 415.
Terrängen runt Sāyalkudi är mycket platt. Runt Sāyalkudi är det ganska tätbefolkat, med 192 invånare per kvadratkilometer. Närmaste större samhälle är Kadalādi, 8,1 km nordost om Sāyalkudi. Trakten runt Sāyalkudi består till största delen av jordbruksmark.